# Mejsel
En mejsel er et fladt, seks- eller ottekantet "kileformet tilskærpet stålværktøj til bearbejdning af sten, metaller eller træ". Det har som regel dobbeltfaset æg i den ene ende og slagflade i den anden.
Længden varierer ml. 10-25 cm (bænkmejsel) og 60-70 cm (murmejsel).
Blandt håndværkere er der ingen tvivl om hvordan en mejsel ser ud eller hvordan den skal defineres, men blandt andre sprogbrugere kan der være en tendens til at benævne stemmejern med dette ord. Især har der pr. tradition blandt arkæologer været tendens til at anvende dette ord – rimeligvis fordi man har været usikker m.h.t. anvendelsen. Dog er at foretrække at kalde dem stemmejern til trods for at de er fremstillet af flint eller anden form for sten.
Mejsler findes i forskellige former:
1. Den almindelige, lidt butte mejsel, som vi kan kalde fladmejsel, og som fås i bredder mellem 20-35 mm og diverse tykkelser.

1. Elektrikermejsel, der er meget flad mejsel, nærmest blot et stykke hærdet fladjern med æg og slagflade; fås ligeledes i diverse størrelser.

1. Krydsmejsel, hvor æggen er ganske kort, 10-12 mm og sidder på tværs af fladsiden; en særlig smal form for mejsel, og endelig

1. Drejermejsel, der ikke er beregnet til at slå på, men til at holde i hånden, hvorfor den er skæftet; se i øvrigt drejerjern.

Mejsler er almindelige hos alle træsmede, men blandt metalsmede er derudover en række andre mejsler i brug.